# Макіес (переписна місцевість, Нью-Йорк)
Макіес (англ. Machias) — переписна місцевість (CDP) в США, в окрузі Каттарогус штату Нью-Йорк. Населення — 505 осіб (2020).

## Географія
Макіес розташований за координатами 42°24′49″ пн. ш. 78°29′13″ зх. д. / 42.41361° пн. ш. 78.48694° зх. д. (42.413621, -78.487052).  За даними Бюро перепису населення США в 2010 році переписна місцевість мала площу 2,67 км², з яких 2,24 км² — суходіл та 0,43 км² — водойми.

## Демографія
Згідно з переписом 2010 року, у переписній місцевості мешкала 471 особа в 187 домогосподарствах у складі 117 родин. Густота населення становила 176 осіб/км².  Було 226 помешкань (85/км²).
Расовий склад населення:
| - 97,0 % — білих - 1,9 % — чорних або афроамериканців - 0,2 % — корінних американців |

До двох чи більше рас належало 0,4 %. Частка іспаномовних становила 0,2 % від усіх жителів.
За віковим діапазоном населення розподілялося таким чином: 28,7 % — особи молодші 18 років, 59,6 % — особи у віці 18—64 років, 11,7 % — особи у віці 65 років та старші. Медіана віку мешканця становила 35,9 року. На 100 осіб жіночої статі у переписній місцевості припадало 89,9 чоловіків;  на 100 жінок у віці від 18 років та старших — 93,1 чоловіків також старших 18 років.
Середній дохід на одне домашнє господарство  становив 56 631 долар США (медіана — 42 125), а середній дохід на одну сім'ю — 66 367 доларів (медіана — 46 750). За межею бідності перебувало 11,9 % осіб, у тому числі 31,8 % дітей у віці до 18 років та 0,0 % осіб у віці 65 років та старших.
Цивільне працевлаштоване населення становило 255 осіб. Основні галузі зайнятості: освіта, охорона здоров'я та соціальна допомога — 30,2 %, роздрібна торгівля — 23,5 %, транспорт — 12,2 %, будівництво — 9,8 %.